# Friedrich Grohe (Unternehmer)
Friedrich Grohe (* 28. August 1904 in Schiltach; † 29. März 1983 ebenda) war ein deutscher Unternehmer und Fabrikant. 1936 begründete er den Armaturenhersteller Grohe. Seine Eltern waren der Unternehmen Hans Grohe und dessen zweiten Ehefrau Magdalena Schöttle. Der Unternehmer  Klaus Grohe war sein Bruder.

## Leben
Nach der Realschule besuchte Grohe Handelsschulen in Calw und Lausanne. Er absolvierte eine Lehre im Eisen- und Armaturenhandel und einige Auslandsaufenthalte. Von 1926 bis 1935 arbeitete er im Unternehmen (Hansgrohe) seines Vaters Hans Grohe in Schiltach.
1936 verließ Friedrich Grohe das väterliche Unternehmen und übernahm mit Zustimmung seines Vaters in Hemer das 1911 als „Kleineisenfabrik“ gegründete Unternehmen Berkenhoff & Paschedag. Nach der Übernahme konzentrierte der Unternehmer die Fertigung auf Sanitärarmaturen. 1948 erfolgte die Umfirmierung in Friedrich Grohe Armaturenfabrik. 1968 verkaufte er 51 % der Gesellschaftsanteile an International Telephone and Telegraph. Aufgrund des plötzlichen Todes seines Bruders Hans Grohe junior am 28. September 1960 übernahm Friedrich Grohe bis zum Januar 1975 ferner die alleinige Geschäftsführung des vom Vater begründeten Unternehmens. 1983 starb Grohe.
Friedrich Grohe war verheiratet mit Ruth, geborene Reymond, und hatte mit ihr vier Kinder. In seiner Freizeit befasste er sich gern mit Gartenbau.